# Jonathan Trumbull junior

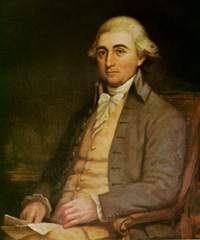
Jonathan Trumbull

Jonathan Trumbull junior (* 26. März 1740 in Lebanon, Colony of Connecticut; † 7. August 1809 ebenda) war der zweite Sprecher des Repräsentantenhauses der Vereinigten Staaten, Senator und dritter Gouverneur des Bundesstaates Connecticut.

## Frühe Jahre
Jonathan Trumbull wurde in Lebanon als zweites von sechs Kindern seiner Eltern Jonathan Trumbull Sr. und Faith Robinson geboren. Sein Bruder John Trumbull wurde zur Zeit des Unabhängigkeitskrieges ein bekannter Maler. Seinen Abschluss machte er 1759 in Harvard. In den Jahren 1774/75, 1779/80 und 1788 saß er im Repräsentantenhaus von Connecticut, dessen Speaker er 1788 war.

## Politik
Trumbull wurde in den ersten, zweiten und dritten Kongress gewählt und vertrat vom 4. März 1789 bis zum 4. März 1795 im Repräsentantenhaus den Bundesstaat Connecticut. Im zweiten Kongress war er von 1791 bis 1793 der Sprecher, sein Vorgänger und Nachfolger war beidesmal Frederick Muhlenberg. Trumbull strebte nicht nach einer vierten Amtsperiode, sondern ließ sich stattdessen in den Senat wählen, dem er vom 4. März 1795 bis zum 10. Juni 1796 angehörte. Er trat zurück, um Vizegouverneur des Staates Connecticut zu werden. Als der amtierende Gouverneur Oliver Wolcott im Dezember 1797 starb, übernahm Trumbull dessen Posten, den er bis zu seinem Tod 1809 behielt. 1804 wurde Trumbull in die American Academy of Arts and Sciences gewählt.